# Horizon Scanners
Horizon Scanners ist ein Album von Jim Baker, Steve Hunt und Jakob Heinemann. Die am 24. und 27. April 2022 in Chicago 
größtenteils live
entstandenen Aufnahmen erschienen am 26. Januar 2024 auf Clean Feed Records.

## Hintergrund
In der Jazz- und Improvisationsmusik sei die Chicagoer Szene seit langem ein fruchtbarer Boden für innovative Klanglandschaften und gewagte musikalische Unternehmungen, merkte Glenn Astarita an. So spielte der Pianist Jim Baker in den letzten Jahren u. a. mit Mars Williams (An Ayler Xmas Volume 2), Luke Stewart, Brandon Lopez, Charles Rumback und Keefe Jackson; Steve Hunt arbeitete bereits seit Mitte der 2000er-Jahre mit Baker. Bassist Jakob Heinemann, ein Neuzugang in der Szene, ist mit Dave Rempis und Pandelis Karayorgis auf dem Album Truss (2024) zu hören.
Die Tracks 2 bis 7 wurden am 24. April 2022 live im Hungry Brain in Chicago aufgenommen; Track 1 wurde am 30. April 2022 in den bel_Air Studios in Chicago aufgenommen.

## Titelliste
- Jim Baker / Steve Hunt / Jakob Heinemann: Horizon Scanners (Clean Feed Records)

1. Mozart 7:52
2. Halting (no) Problem, Pt.1 8:47
3. Halting (no) Problem, Pt.2 5:36
4. Halting (no) Problem, Pt.3 3:24
5. Helv 6:19
6. Bloom 9:14
7. The Ships 8:16

Die Kompositionen stammen von Jim Baker, Steve Hunt und Jakob Heinemann.

## Rezeption
Nach Ansicht von Glenn Astarita, der das Album in All About Jazz rezensierte, sei Horizon Scanners nicht nur ein Werk des fesselnden Chicagoer Klaviertrios mit Jim Baker, Steve Hunt und Jakob Heinemann, sondern zugleich ein Beweis für die reichhaltige Musiktradition Chicagos. Es lade die Zuhörer auf eine spannende Reise durch Klang, Emotionen und Erkundungen ein. Während das Album fortschreitet, würde es in eckige, zutiefst forschende Klanglandschaften eintauchen. Dabei verschmelzen Bakers geschickte harmonische Variationen nahtlos mit Heinemanns rhythmischer List und Hunts strukturellem Trommelspiel. Jim Bakers Können am Klavier diene als Herzschlag und biete Ausdrucksformen, die von zarten, ätherischen Melodien bis hin zu robusten, komplizierten Passagen reichen, die eine komplexe Erzählung verweben.
Besonders hervorzuheben sei die Aufnahme und Abmischung des Albums, so der Autor, die die Intimität der Interaktion des Trios einfange und gleichzeitig eine großzügige Klangbühne biete, die jedem Instrument das Atmen und Mitschwingen ermögliche. Die Aufnahmequalität sei makellos und stelle sicher, dass die subtilen Nuancen der Darbietung, vom sanftesten Anschlag der Klaviertasten bis zum resonanten Summen des Basses, erhalten bleiben und mit Klarheit und Wärme vermittelt werden. Zusammenfassend lasse sich sagen, dass diese Musik besondere Aufmerksamkeit erfordere und den Zuhörer dazu einlade, die Augen zu schließen und sich von den eindrucksvollen Landschaften, die sie malt, mitreißen zu lassen.
Ken Vandermark schrieb in den Liner Notes des Albums: „Obwohl es leicht wäre, diese Gruppe einfach nur als ein klassisches Klaviertrio zu bezeichnen, ist die auf Horizon Scanners aufgrund ihrer Instrumentierung dokumentierte Musik Teil einer spezifischen Geschichte [des Jazzpiano], die ihre Wurzeln in Bill Evans‘ Ansatz zur nicht-hierarchischen Improvisation hat, den er mit Scott LaFaro und Paul Motian entwickeln konnte.“ Diese Musik sei kombinatorisch, nicht als Vordergrund gegen Hintergrund verstehbar. Und das sei „etwas Beständiges an der Chicagoer Musik, wie man sie von ihrer besten Seite kennt: mehrere Stimmen und Perspektiven gleichermaßen, sei es in der Szene als Ganzes oder innerhalb einer einzelnen Band wie diesem Trio.“ Dieses außergewöhnliche Trio würde den guten Ruf seiner Heimatstadt in Sachen Klangforschung wahren und auf glühend heiße Gewässer zusteuern, die vor Vitalität, Erfindungsreichtum und Wunder sprudeln, auf der Suche nach den Grenzen des Möglichen, und verhandle dabei unzählige schillernde Wege, um dorthin zu gelangen.